# Wuando Borges Castro de Andrade
Wuando Borges Castro de Andrade (Santa Catarina, Distrito de Lembá, São Tomé e Príncipe 13 de dezembro de 1977 - ) é um político são-tomense que exerce o cargo de ministro no gabinete de Jorge Bom Jesus, o primeiro-ministro de São Tomé e Príncipe nomeado pelo presidente são-tomense Evaristo Carvalho. 

## Biografia
Desde cedo esteve ligado ao associativismo juvenil, integrando o grupo de jovens fundadores da OVJ - Organização Voz Jovem, em 1995, onde exerceu, até Julho de 1997,  o cargo de vice-presidente e diretor do Jornal juvenil "O Invasor". Foi também presidente da União dos Estudantes São-tomenses em Lisboa de 2004 à 2006 e um dos vice-presidentes do Fórum dos Estudantes Africanos em Portugal, em 2005.
Foi desde sempre simpatizante do MLSTP/PSD - Movimento de Libertação de São Tomé e Príncipe, partido politico em que se filiou em 2001, aquando da sua participação na campanha eleitoral das presidenciais deste ano, apoiando o candidato Manuel Pinto da Costa. Entre 2009 a 2010, ajudou a reestruturar a representação do MLSTP/PSD em Portugal, chegando a ocupar o cargo de Vice-coordenador e responsável pelo Departamento para Juventude e Quadros.
Regressou à São Tomé e Príncipe em maio de 2012, tendo sido eleito como membro da Comissão Politica e do Conselho Nacional do MLSTP/PSD no congresso de junho de 2012.
Em junho de 2018, foi nomeado secretário-geral adjunto do MLSTP/PSD e membro da Comissão Permanente da Comissão Politica Nacional.
Em 3 de Dezembro de 2018, no seguimento das eleições legislativas de 7 de Outubro do mesmo ano, foi empossado como membro do XXII Governo Constitucional de São Tomé e Príncipe, chefiado pelo primeiro-ministro Jorge Bom Jesus, quando foi nomeado para exercer o cargo de Ministro da Presidência do Conselho de Ministros e dos Assuntos Parlamentares.